# La Lettre d'amour (Vermeer)
Pour les articles homonymes, voir La Lettre d'amour.
La Lettre d'amour (en néerlandais : De liefdesbrief) est un tableau de Johannes Vermeer (peinture à l'huile sur toile 44 × 38,5 cm) réalisé vers 1669-1670, actuellement conservé au Rijksmuseum, à Amsterdam.
Le tableau représente une servante et sa maîtresse dans un intérieur domestique vues à travers une porte située au premier plan. La première vient vraisemblablement d'apporter à la seconde une lettre, que celle-ci tient encore cachetée dans la main droite, alors qu'à gauche elle tient le manche d'un cistre reposant sur ses genoux.

## Description
La présence de la porte et du rideau relevé au premier plan donne l'impression que le spectateur assiste à une scène privée, il est en train de surprendre une intimité.
Les diagonales sur le sol en damier, qui se prolonge jusque dans la cheminée, créent une impression de profondeur et de tridimensionnalité typiques de la perspective géométrique.

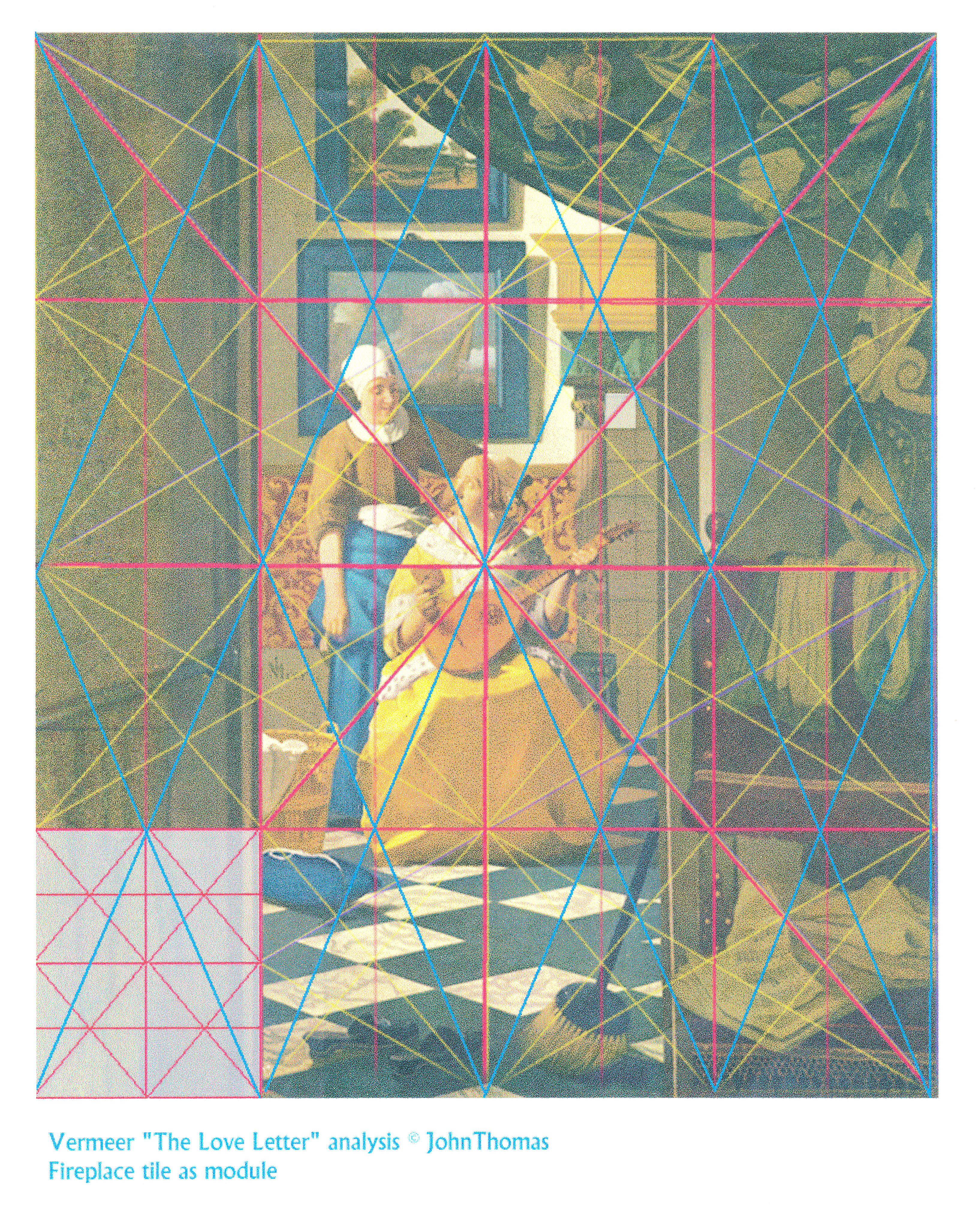
Étude de la composition

Le fait qu'il s'agit d'une lettre d'amour est confirmé par le cistre (de la famille des luths, symbole d'amour, le plus souvent charnel). La maîtresse semble d'ailleurs avoir délaissé ses obligations de femme d'intérieur, dans la mesure où le coussin de couture (identique à celui de La Dentellière) repose sur le sol, et qu'elle lui a préféré le cistre qu'elle a entre les mains. La partition froissée au premier plan à droite peut également supposer qu'elle connaît par cœur les morceaux qu'elle jouait avant l'arrivée de la lettre.
La présence du balai et des chaussures juste derrière la porte suggère le fait que les préoccupations domestiques ont été, de la part de la servante, momentanément oubliées, ou mises de côté. Le balai représente aussi le fait de passer un coup de balai sur l'orage et de nettoyer son esprit orageux.
Les couleurs bleu et jaune frappent l’œil du spectateur : le jaune est utilisé pour les motifs dorés de la tapisserie située derrière les personnages, pour la robe et la veste de la maîtresse, le fronton et la colonne de la cheminée, la corbeille à linge, etc. et forme un réseau avec le bleu du coussin sur le sol, de la robe de la servante, des tableaux au mur, et du marbre veiné du linteau de la cheminée.
L'influence classique est apparente dans les colonnes ioniques de la cheminée.
Les deux tableaux sur le mur sont aussi significatifs. Celui du bas représente une mer orageuse, métaphore explicite de l'amour orageux. Au-dessus se trouve le paysage d'un voyageur sur une route. Cela peut se référer à l'homme absent qui écrit à la dame, de même que la carte de géographie, à peine visible dans l'ombre du premier plan, à gauche.

## Historique
À la fin du XVIIe siècle, le tableau se trouve dans la république des Deux Nations, chez Jean III Sobieski.
Lors d'une vente aux enchères à Amsterdam le 29 mars 1892, le tableau est attribué au Rijksmuseum.

## Vol
Le 23 septembre 1971, le tableau a été dérobé par Roymans Mario au Palais des beaux-arts de Bruxelles. Il avait été prêté pour une exposition par le Rijksmuseum. Le voleur a  découpé la toile avec un épluche légumes, il l'a ensuite cachée dans sa maison, puis dans la terre d'une forêt et enfin sous le matelas de sa chambre dans le café-restaurant où il travaillait.
Roymans a fait une demande de rançon de 200 millions de francs belges pour les victimes de la famine du Pakistan oriental (le Bangladesh d'aujourd'hui). Il a été arrêté à une station service et le tableau retrouvé. Celui-ci, bien endommagé, a été restauré, même si certains artistes néerlandais estimaient qu'il aurait dû être laissé en l'état.